# Bash in Berlin
Bash in Berlin — первое крупное шоу рестлинга, проведённое под таким названием спортивно-развлекательным промоушном WWE. Шоу было проведено 31 августа 2024 года, и также было показано по традиционной системе pay-per-view (PPV) по всему миру, а также на сервисе WWE Network, который в разных регионах мира доступен на разных площадках, в частности, в США шоу показано на Peacock.
Bash in Berlin стало первым крупным шоу (PPV/Премиум-шоу) WWE, которое пройдет в Германии.

## Организация

### История шоу WWE в Германии
Германия — страна с не самыми богатыми современными традициями рестлинга, поскольку данный вид спортивных развлечений является традиционно американским, а в Европе не очень популярен. Вместе с тем в 2000е в Германии появился один из самых авторитетных промоушнов Westside Extreme Wrestling, некоторая часть рестлеров которого в итоге заключала контракты с ведущими американскими промоушнами WWE, TNA, AEW.
С начала 90х в Германию регулярно приезжали ведущие американские промоушны своих времен. Многодневные туры WWE проводились с 1992 по 1999 годы, с 2002 по 2019 и начиная с 2022 по настоящее время. В 1997 году в Берлине записали шоу телевизионные RAW, а также Superstars. PPV или Премиум-шоу WWE до 2024 года в Германии не проводилось никогда В 1993, 1994, 1996, 1997 и в 2000 годах в Германии проводились туры WCW.
По аудитории шоу и выручке шоу в Германии были самыми популярными и прибыльными шоу WWE в континентальной Европе.
В 2014 году при запуске проекта WWE Network было упомянуто, что на территории Германии этот стриминговый сервис будет запущен не сразу. Окончательно в Германии площадка заработала 10 ноября 2015 года.
В середине 2010х году широко освещалось участие бывшего вратаря сборной Германии по футболу Тима Визе в мероприятиях WWE. В ноябре 2014 года Визе был приглашен на домашнее шоу WWE в Франкфурт, где он стал специальным тайм-кипером во время одного из матчей. Многие СМИ, особенно европейские ошибочно сообщали, что Визе подписал контракт с WWE и приступит к выступлениям. Слухи провоцировались тем, что Визе занялся бодибилдингом и к марту 2015 года набрал 129 килограммов, уточняя, что его цель — 140 кг. В июне 2016 года и в ноябре того же года он принял участие в тренировках в Подготовительном центре WWE. В ноябре 2016 года Визе принял участие в матче, который прошел на шоу WWE в Мюнхене.
В 2018 году активно ходили разговоры о том, что в Германии может открыться международное отделение WWE NXT. Дальше планов дело не зашло, сказались и коронавирусные ограничения, и смена стратегии WWE.
В мае 2024 года футбольный клуб Байер (Леверкузен) в честь первой в истории победы в сезоне Бундеслиги получил в подарок специальный чемпионский пояс WWE с символикой команды.

### Предыстория Bash in Berlin

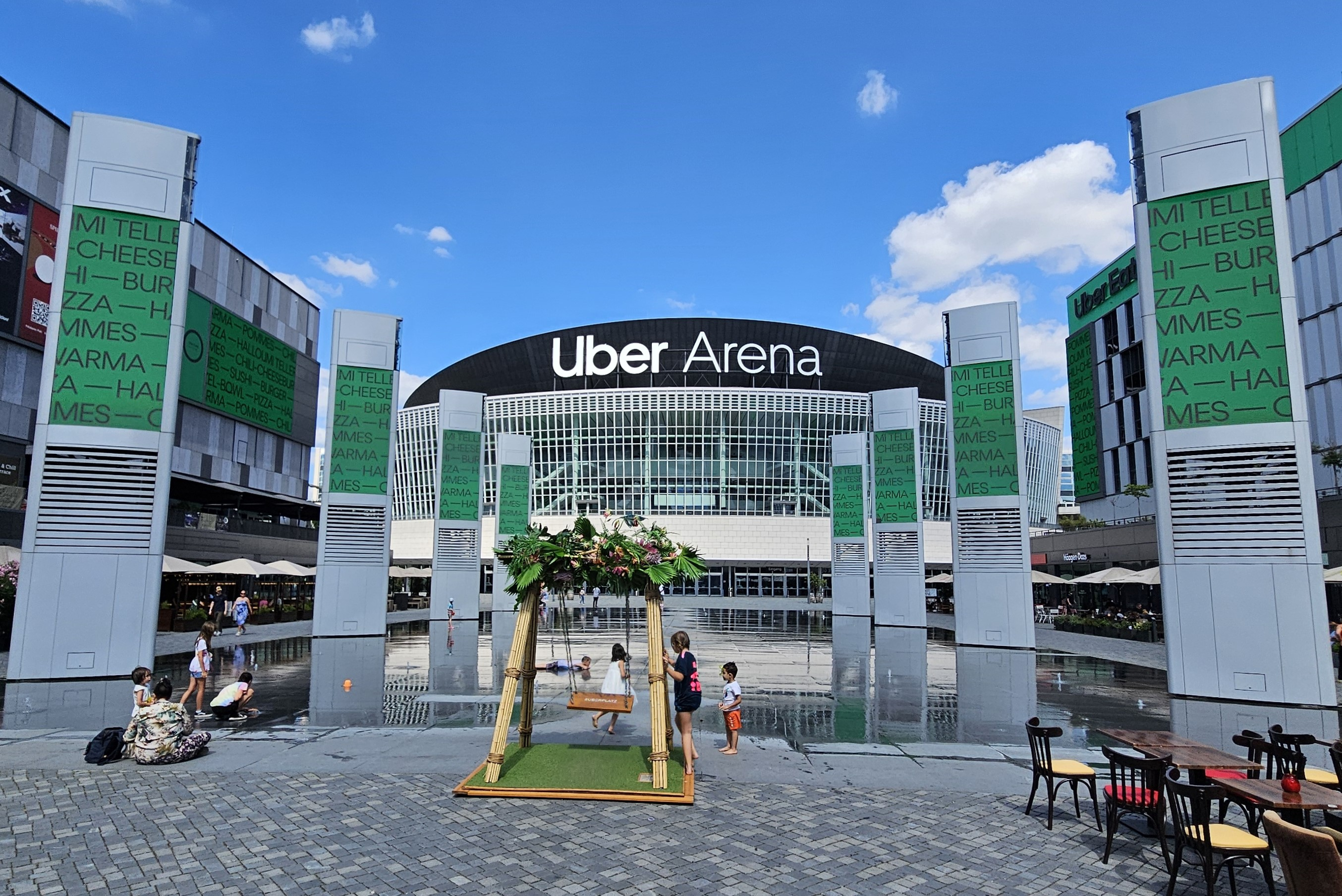
Шоу прошло на Убер Арене в Берлине, Германия.

Для шоу в Германии было выбрано название «Bash», с которым в рестлинге ассоциируется ряд шоу, в том числе шоу WWE.
Изначально под названием «Great American Bash» проводились летние туры в NWA с 1989 года по 1992 годы. По ходу туров проводили крупное PPV. После перерыва в один год традицию возродили в 1994 году. С 1993 по 2000 годы проводилось PPV под таким названием. Также с 1994 по 2000 годы регулярно проводилось PPV под названием Bash at the Beach.
После того, как права на интеллектуальную собственность WCW были куплены Винсом Макмэном, бренд «Great American Bash» возродили в WWE. Шоу с таким названием проводилось традиционно летом. С 2004 по 2008 годы в июне и июле проводилось PPV под названием The Great American Bash, в 2009 году шоу переименовали в the Bash. В 2012 году 3 июля телевизионное шоу Smackdown прошло под девизом «Great American Bash». Начиная с 2020 года, The Great American Bash вернулся как специальный выпуск для бренда NXT, где в 2023 году событие стало PPV для бренда, но в 2024 году снова вернулся как телевизионный специальный выпуск.

### Организация и проведение шоу
25 октября 2023 года было объявлено, что на 31 августа следующего 2024 года будет назначено премиум-шоу WWE под названием «Bash in Berlin». Местом проведения была выбрана Убер-Арена в Берлине, которая до 2024 года называлась «Мерседес Бенц Арена». 21 ноября объявили, что накануне Bash in Berlin в Берлине проведут записи Smackdown, которые будут показаны в Европе в прямом эфире, а в Северной Америке — в небольшой записи.
18 марта 2024 года было объявлено, что с 25 по 29 августа в Европе проведут еще тур из домашних шоу, который назовут «Дорога к Bash in Berlin». В него включили 3 шоу в Германии, по одному шоу в Нидерландах и Бельгии. Таким образом августовский евротур WWE состоял всего из 7 шоу.
16 августа Креативный директор WWE Пол Левек объявил, что музыкальной темой Премиум-шоу станет композиция "Ratatata" от Babymetal и Electric Callboy
Во время шоу было объявлено, что Bash in Berlin установило рекорд за всю историю WWE среди шоу на крытой арене по сборам с продаж билетов,.

## Показ шоу
Как и все остальные Премиум-шоу WWE Bash in Berlin было показано на сервисе WWE Network, а также на других площадках, которые купили права на трансляцию эфиров этого сервиса в отдельных странах. В США шоу доступно на сервисе Peacock, который приобрёл эти права в 2021-м году. Также, например, Bash in Berlin в странах Африки (за исключением северной) показали на Showmax, в Северной Африке и на Ближнем востоке — на MBC Group, на Филиппинах и в Индонезии — на Disney+, в Австралии — на Binge. Все это расширяет аудиторию показа, поскольку данные сервисы берут существенно меньшую абонентскую плату, чем напрямую WWE Network. В России легальный просмотр Bash in Berlin был невозможен после того, что в 2022-м году WWE Network был заблокирован на территории этой страны.

## Сюжеты и назначение матчей
Традиционно на шоу WWE рестлеры проводят матчи, развивающие сюжеты и истории. Наиболее частый вид матча — противостояние положительного («фейс») и отрицательного («хил») персонажей. Подготовка матча и раскрытие сути конфликта происходит на телевизионных шоу — в случае основного ростера WWE это Raw и SmackDown.
Чемпионом Мира в тяжелом весе на момент шоу был австрийский рестлер Гюнтер. Титул он выиграл в начале месяца на SummerSlam, победив Дамиана Приста. Право на этот матч Гюнтер получил, выиграв турнир «Король Ринга». На первом же RAW после того шоу речь Гюнтера прервал Рэнди Ортон, напомнивший, что в финале «Короля Ринга», он проиграл, хотя его лопатки не касались матов, и судья допустил ошибку. Ту ошибку признал Креативный директор WWE Пол Левек на пресс-конференции после шоу King and Queen of the Ring, где этот финал состоялся. Ортон потребовал матч за титул, и Гюнтер согласился с его требованием. Позже зрителям объяснили, что в случае победы Ортона он будет переведен на RAW, а Гюнтер направится на Smackdown.
Неоспоримое чемпионство WWE на момент шоу принадлежало Коди Роудсу, который защитил титул на SummerSlam от Соло Сикоа. В том матче, как и в нескольких матчах и сегментах, состоявшихся ранее, Коди помог Кевин Оуэнс. На первом Smackdown после той защиты Роудс решил выбрать своего следующего оппонента самостоятельно. Он выбрал для этого поединка Кевина Оуэнса, который поначалу начал отказываться от данной возможности. Их диалог попытались прервать Соло Сикоа и его приспешники, но вместе Роудс и Оуэнс смогли с этим справиться. Роудс после этого направился к генеральному менеджеру Smackdown Нику Алдису, который сделал матч официальным. Через неделю после этого на Smackdown 16 августа Коди помог Оуэнсу, на которого после матча напал Грейсон Уоллер в компании Остина Тиори. После этой потасовки Оуэнс поднял с матов чемпионский пояс и передал Роудсу. 23 августа на Smackdown Оуэнс и Роудс провели командный матч против Тиори и Уоллера, одержав победу. После матча Оуэнс взял у таймкипера чемпионский пояс и сделал движение, будто намерен ударить Роудса, однако лишь передал ему пояс, и прошел мимо.
В течение двух лет в составе группировки «Судный день» одно из самых крепких связок был союз Доминика Мистерио и Реи Рипли. На RAW после WrestleMania Лив Морган напала на Рею Рипли, толкнув ее в стену, что привело к предположительной травме Рипли, которая через неделю была вынуждена отказаться от женского чемпионства мира, а затем исчезла из программ WWE на несколько месяцев, и за это время она успела выйти замуж. За это время Лив Морган начала соблазнять Доминика и на некоторое время показалось, что у нее это получается: Доминик помог Морган выиграть женский титул у Бекки Линч на King and Queen of the Ring. Рипли вернулась на RAW 8 июля, пригрозив Доминику и Морган. Доминик на RAW 22 июля отказался от связи с Морган, после чего Лив была вся в слезах. Тем не менее на SummerSlam Морган защищала Чемпионство от Рипли, и смогла это сделать после того, как Доминик подставил Рипли и дав понять, что находится на стороне Морган. Это было первым поражением Рипли с мая 2022го года, причем оба раза Рея проигрывала Лив. На RAW 5 августа «Судный день» был переформирован: из него исключили Дамиана Приста и Рипли. Позже в новом составе «Судный день» напал на Приста, которому на помощь пришла Рипли. 12 августа на RAW Рипли вновь пригрозила Доминику и Морган, причем за спиной у тех оказался Прист, помешавший им быстро сбежать. В тот же день был назначен командный микст-матч для Приста и Рипли против Морган и Доминика. На RAW 19 августа у Приста был матч против Мистерио, и после матча "Судный день" смог жестко избить Приста и Рипли в составе пятеро против двух.
Корни противостояния Дрю Макинтайра и СМ Панка уходят в осень 2023го года, когда на Survivor Series СМ Панк вернулся в WWE спустя 9 с лишним лет отсутствия. Дрю Макинтайр перед этим резко покинул зал в очень возбужденном и озлобленном состоянии, а Сет Роллинс вступил с ним в открытую перебранку с расстояния. Позже на Royal Rumble 2024 СМ Панк проводил первый телевизионный матч после возвращения, и в ходе Королевской битвы получил тяжелую травму, которую связали с действиями и атаками Макинтайра. На протяжении нескольких месяцев Дрю издевался и подкалывал Панка, который иногда отвечал. На RAW 25 марта объявили, что на WrestleMania СМ Панк станет комментатором матча Дрю Макинтайра и Сета Роллинса. Этот матч Дрю Макинтайр выиграл и стал новым Чемпионом Мира. После матча Макинтайр начал задирать Панка, который атаковал его, и сразу вслед за этим в зале оказался Дамиан Прист, реализовавший контракт "Деньги в банке" и лишивший Дрю чемпионского титула. На RAW после WrestleMania Панк помешал Дрю выиграть матч за статус претендента №1 на Чемпионство Мира. Позже на RAW 6 мая Дрю Макинтайр был снят с турнира "Король Ринга" из-за травмы, но решением руководства WWE все же получил право на титульный матч на шоу Clash at the Castle в Шотландии. Макинтайр почти выиграл то шоу, однако в концовке судья оказался вырублен, и на ринге оказался Панк в судейской футболке. Он показательно не стал считать третий удар, а в последовавшей потасовке ударил Макинтайра между ног, после чего Прист удержал Дрю, сохранив Чемпионство. На шоу Money in the Bank Макинтайр выиграл кейс "Деньги в банке", попытался его реализовать, добавил себя в матч, однако благодаря вмешательству СМ Панка упустил и эту попытку. На SummerSlam был назначен матч Панка и Дрю, а судьей этого матча на RAW 22 июля назначили Сета Роллинса. Перед этим матчем Макинтайр украл у Панка браслет, на котором были написаны имена жены Панка и его собаки. Во время матча на SummerSlam Панк вернул себе браслет, но уронил. Роллинс подобрал его, Панк отвлекся, и это стоило ему матча, после которого Макинтайр снова забрал браслет. На RAW 12 августа у Панка и Макинтайра завязалась очередная драка, по ходу которой Панк избил Макинтайра ремнем. 19 августа на RAW Панк объявил, что договорился с Генеральным менеджером RAW Эдамом Пирсом о том, что на Bash in Berlin пройдет матч реванш Панка и Макинтайра, и в матче нужно будет использовать ремень. Макинтайр позже принял этот вызов.
В сентябре 2023 года было объявлено, что контракт с WWE подписала бывшая чемпионка AEW TBS Джейд Каргилл. Она стала первым подписанием новой пост-Макмэновской эры - WWE в том месяце был окончательно выкуплен TKO. В январе 2024 она дебютировала в Королевской битве на Royal Rumble. 29 марта на Smackdown в своем первом анонсированном появлении Каргилл на шоу синего бренда Каргилл пришла на помощь Наоми и Бьянке Билэйр, на которую напал "Контроль Урона". На WrestleMania XL Каргилл в компании Наоми и Бьянки победила трёх противниц из "Контроля", а на Backlash France Каргилл и Билэйр победили японок, выиграв Командное женское чемпионство. Защитив титулы на King and Queen of the Ring, Каргилл и Билэйр затем проиграли чемпионство на Clash at the Castle в Шотландии, где их оппонентками были местные рестлерши Альба Файр и Айла Доун, а также Шейна Баслер и Зои Старк. Каргилл и Билэйр заявили, что планируют вернуть титулы, и 2 августа состоялся матч-реванш, завершившийся дисквалификацией после того, как на стороне чемпинок вмешалась Блэр Дэвенпорт. 23 августа на Smackdown было объявлено, что еще один матч-реванш состоится на Bash in Berlin.

## Матчи
| №                               | Результаты                                                                         | Условия                                             | Время |
| ------------------------------- | ---------------------------------------------------------------------------------- | --------------------------------------------------- | ----- |
| 1                               | Коди Роудс (ч) победил Кевин Оуэнса                                                | Одиночный матч за Неоспоримое Чемпионство WWE       | 23:16 |
| 2                               | Джейд Каргилл и Бьянка Белэйр победили Нечестный союз (Альба Файр и Айла Доун) (ч) | Командный матч за Женское командное чемпионство WWE | 12:02 |
| 3                               | СМ Панк победил Дрю Макинтайра коснувшись всех четырёх углов                       | Одиночный матч с ремнями                            | 19:15 |
| 4                               | Башни Близнецы (Дамиан Прист и Рея Рипли) победили Доминика Мистерио и Лив Морган  | командный микст-матч                                | 14:20 |
| 5                               | Гюнтер (ч) победил Рэнди Ортона техническим болевым                                | Одиночный матч за Чемпионство Мира в тяжелом весе   | 34:28 |
| - (ч) – чемпион на начало матча |                                                                                    |                                                     |       |